# Milwaukee Bucks 2020-2021
La stagione 2020-2021 dei Milwaukee Bucks è stata la 53ª stagione della franchigia nella NBA.

## Draft
| Giro | Scelta | Giocatore    | Ruolo | Nazionalità          | Università/Squadra   |
| ---- | ------ | ------------ | ----- | -------------------- | -------------------- |
| 1    | 24     | R.J. Hampton | P/G   | Stati Uniti          | N.Z. Breakers        |
| 2    | 45     | Jordan Nwora | AP    | Stati Uniti/ Nigeria | Louisville Cardinals |

## Roster
| \| Pos. \| Num. \| Naz. \| Nome \| Altezza \| Peso \| Data nascita \| Provenienza \| \| ----- \| ---- \| ---- \| ----------------------- \| ------- \| ------ \| ------------ \| ----------------------- \| \| G \| 3 \| \| Bryant, Elijah \| 196 cm \| 95 kg \| 19-04-1995 \| Brigham Young \| \| G \| 0 \| \| DiVincenzo, Donte \| 193 cm \| 92 kg \| 31-01-1997 \| Villanova \| \| P \| 5 \| \| Teague, Jeff \| 191 cm \| 88 kg \| 19-04-1995 \| Wake Forest \| \| G \| 7 \| \| Forbes, Bryn \| 188 cm \| 93 kg \| 23-07-1993 \| Michigan State Spartans \| \| AG \| 9 \| \| Portis, Bobby \| 208 cm \| 113 kg \| 10-02-1995 \| Arkansas Razorbacks \| \| C \| 11 \| \| Lopez, Brook \| 213 cm \| 122 kg \| 1-04-1988 \| Stanford \| \| AP \| 13 \| \| Nwora, Jordan \| 201 cm \| 102 kg \| 9-09-1998 \| Louisville \| \| G \| 15 \| \| Merrill, Sam \| 196 cm \| 93 kg \| 15-05-1996 \| Utah State \| \| A \| 17 \| \| Tucker, P.J. \| 196 cm \| 111 kg \| 05-05-1985 \| Texas Longhorns \| \| P \| 21 \| \| Holiday, Jrue \| 193 cm \| 93 kg \| 12-06-1990 \| UCLA \| \| AP \| 22 \| \| Middleton, Khris \| 203 cm \| 101 kg \| 12-08-1991 \| Texas A&M \| \| G \| 24 \| \| Connaughton, Pat \| 193 cm \| 95 kg \| 06-01-1993 \| Notre Dame \| \| G \| 25 \| \| Diakité, Mamadi \| 206 cm \| 102 kg \| 21-01-1997 \| Virginia \| \| AP/AG \| 34 \| \| Antetokounmpo, Giannīs \| 211 cm \| 101 kg \| 06-12-1994 \| Grecia \| \| AP \| 43 \| \| Antetokounmpo, Thanasīs \| 201 cm \| 98 kg \| 18-07-1992 \| Grecia \| \| AP \| 66 \| \| Toupane, Axel (TW) \| 201 cm \| 101 kg \| 22-07-1992 \| Francia \| \| AP \| 44 \| \| Jackson, Justin (TW) \| 203 cm \| 100 kg \| 28-03-1995 \| Notre Dame \| | Allenatore - Mike Budenholzer Assistente/i - Vin Baker - Mike Dunlap - Chad Forcier - Darvin Ham - Charles Lee - Josh Oppenheimer - Patrick St. Andrews - Ben Sullivan Legenda - (C) Capitano - (FA) Free agent - (S) Sospeso - (TW) Contratto Two-way - (GL) Assegnato a squadra G League affiliata - (SD) Scelto al Draft - Infortunato Roster • Transazioni · Ultima transazione: 13 maggio 2021 |                                             |                         |         |        |              |                         |
| Pos. | Num. | Naz.                                        | Nome                    | Altezza | Peso   | Data nascita | Provenienza             |
| G | 3 | Stati Uniti (bandiera)                      | Bryant, Elijah          | 196 cm  | 95 kg  | 19-04-1995   | Brigham Young           |
| G | 0 | Stati Uniti (bandiera)                      | DiVincenzo, Donte       | 193 cm  | 92 kg  | 31-01-1997   | Villanova               |
| P | 5 | Stati Uniti (bandiera)                      | Teague, Jeff            | 191 cm  | 88 kg  | 19-04-1995   | Wake Forest             |
| G | 7 | Stati Uniti (bandiera)                      | Forbes, Bryn            | 188 cm  | 93 kg  | 23-07-1993   | Michigan State Spartans |
| AG | 9 | Stati Uniti (bandiera)                      | Portis, Bobby           | 208 cm  | 113 kg | 10-02-1995   | Arkansas Razorbacks     |
| C | 11 | Stati Uniti (bandiera)                      | Lopez, Brook            | 213 cm  | 122 kg | 1-04-1988    | Stanford                |
| AP | 13 | Stati Uniti (bandiera) · Nigeria (bandiera) | Nwora, Jordan           | 201 cm  | 102 kg | 9-09-1998    | Louisville              |
| G | 15 | Stati Uniti (bandiera)                      | Merrill, Sam            | 196 cm  | 93 kg  | 15-05-1996   | Utah State              |
| A | 17 | Stati Uniti (bandiera)                      | Tucker, P.J.            | 196 cm  | 111 kg | 05-05-1985   | Texas Longhorns         |
| P | 21 | Stati Uniti (bandiera)                      | Holiday, Jrue           | 193 cm  | 93 kg  | 12-06-1990   | UCLA                    |
| AP | 22 | Stati Uniti (bandiera)                      | Middleton, Khris        | 203 cm  | 101 kg | 12-08-1991   | Texas A&M               |
| G | 24 | Stati Uniti (bandiera)                      | Connaughton, Pat        | 193 cm  | 95 kg  | 06-01-1993   | Notre Dame              |
| G | 25 | Guinea (bandiera)                           | Diakité, Mamadi         | 206 cm  | 102 kg | 21-01-1997   | Virginia                |
| AP/AG | 34 | Grecia (bandiera)                           | Antetokounmpo, Giannīs  | 211 cm  | 101 kg | 06-12-1994   | Grecia                  |
| AP | 43 | Grecia (bandiera)                           | Antetokounmpo, Thanasīs | 201 cm  | 98 kg  | 18-07-1992   | Grecia                  |
| AP | 66 | Francia (bandiera)                          | Toupane, Axel (TW)      | 201 cm  | 101 kg | 22-07-1992   | Francia                 |
| AP | 44 | Stati Uniti (bandiera)                      | Jackson, Justin (TW)    | 203 cm  | 100 kg | 28-03-1995   | Notre Dame              |

## Uniformi
- Casa

| Association |

- Trasferta

| Icon |

- Alternativa

| Statemant |

- Alternativa

| City |

- Alternativa

| Earned |

## Classifiche

### Central Division
| Central Division        | V  | S  | V%   | PR   | Casa  | Trasf | Div  | PG |
| ----------------------- | -- | -- | ---- | ---- | ----- | ----- | ---- | -- |
| y – Milwaukee Bucks     | 46 | 26 | .639 | 3,0  | 26–10 | 20–16 | 11–1 | 72 |
| ep – Indiana Pacers     | 34 | 38 | .472 | 15,0 | 13–23 | 21–15 | 7–5  | 72 |
| e – Chicago Bulls       | 31 | 41 | .431 | 18,0 | 15–21 | 16–20 | 7–5  | 72 |
| e – Cleveland Cavaliers | 22 | 50 | .306 | 27,0 | 13–23 | 9–27  | 4–8  | 72 |
| e – Detroit Pistons     | 20 | 52 | .278 | 29,0 | 13–23 | 7–29  | 1–11 | 72 |

### Eastern Conference
| Eastern Conference | Eastern Conference       | Eastern Conference | Eastern Conference | Eastern Conference | Eastern Conference | Eastern Conference |
| #                  | Squadra                  | V                  | S                  | V%                 | PR                 | PG                 |
| ------------------ | ------------------------ | ------------------ | ------------------ | ------------------ | ------------------ | ------------------ |
| 1                  | z – Philadelphia 76ers * | 49                 | 23                 | .681               | –                  | 72                 |
| 2                  | x – Brooklyn Nets        | 48                 | 24                 | .667               | 1,0                | 72                 |
| 3                  | y – Milwaukee Bucks *    | 46                 | 26                 | .639               | 3,0                | 72                 |
| 4                  | x – N.Y. Knicks          | 41                 | 31                 | .569               | 8,0                | 72                 |
| 5                  | y – Atlanta Hawks *      | 41                 | 31                 | .569               | 8,0                | 72                 |
| 6                  | x – Miami Heat           | 40                 | 32                 | .556               | 9,0                | 72                 |
|                    |                          |                    |                    |                    |                    |                    |
| 7                  | xp – Boston Celtics      | 36                 | 36                 | .500               | 13,0               | 72                 |
| 8                  | xp – Wash. Wizards       | 34                 | 38                 | .472               | 15,0               | 72                 |
| 9                  | ep – Indiana Pacers      | 34                 | 38                 | .472               | 15,0               | 72                 |
| 10                 | ep – Charlotte Hornets   | 33                 | 39                 | .458               | 16,0               | 72                 |
|                    |                          |                    |                    |                    |                    |                    |
| 11                 | e – Chicago Bulls        | 31                 | 41                 | .431               | 18,0               | 72                 |
| 12                 | e – Toronto Raptors      | 27                 | 45                 | .375               | 22,0               | 72                 |
| 13                 | e – Cleveland Cavaliers  | 22                 | 50                 | .306               | 27,0               | 72                 |
| 14                 | e – Orlando Magic        | 21                 | 51                 | .292               | 28,0               | 72                 |
| 15                 | e – Detroit Pistons      | 20                 | 52                 | .278               | 29,0               | 72                 |

Note:
- z – Fattore campo per gli interi playoff
- c – Fattore campo per le finali di Conference
- y – Campione della division
- x – Qualificata ai playoff
- p – Qualificata ai play-in
- e – Eliminata dai playoff
- * – Leader della division

## Calendario e risultati
|  | Denota le partite vinte |
|  | Denota le partite perse |

### Regular season

#### Dicembre 2020
| Dicembre 2020                                   | Dicembre 2020                                   | Dicembre 2020                                   | Dicembre 2020                                   | Dicembre 2020                                   | Dicembre 2020                                   | Dicembre 2020                                   | Dicembre 2020                                   | Dicembre 2020                                   | Dicembre 2020                                   | Dicembre 2020                                   |
| Record ottobre: 2-3 (Casa: 1-0; Trasferta: 1-3) | Record ottobre: 2-3 (Casa: 1-0; Trasferta: 1-3) | Record ottobre: 2-3 (Casa: 1-0; Trasferta: 1-3) | Record ottobre: 2-3 (Casa: 1-0; Trasferta: 1-3) | Record ottobre: 2-3 (Casa: 1-0; Trasferta: 1-3) | Record ottobre: 2-3 (Casa: 1-0; Trasferta: 1-3) | Record ottobre: 2-3 (Casa: 1-0; Trasferta: 1-3) | Record ottobre: 2-3 (Casa: 1-0; Trasferta: 1-3) | Record ottobre: 2-3 (Casa: 1-0; Trasferta: 1-3) | Record ottobre: 2-3 (Casa: 1-0; Trasferta: 1-3) | Record ottobre: 2-3 (Casa: 1-0; Trasferta: 1-3) |
| Partita                                         | Data                                            | Avversario                                      | Punteggio                                       | Più punti                                       | Più rimbalzi                                    | Più assist                                      | Stadio e spettatori                             | Fonte                                           | Record                                          |                                                 |
| ----------------------------------------------- | ----------------------------------------------- | ----------------------------------------------- | ----------------------------------------------- | ----------------------------------------------- | ----------------------------------------------- | ----------------------------------------------- | ----------------------------------------------- | ----------------------------------------------- | ----------------------------------------------- | ----------------------------------------------- |
| 1                                               | 23.12.2020                                      | @ Boston Celtics                                | 121-122                                         | Antetokounmpo (35)                              | Middleton (14)                                  | Middleton (8)                                   | TD Garden (-)                                   | Statistiche                                     | 0-1                                             |                                                 |
| 2                                               | 25.12.2020                                      | G.S. Warriors                                   | 138-99                                          | Middleton (31)                                  | Antetokounmpo (13)                              | Holiday (6)                                     | Fiserv Forum (-)                                | Statistiche                                     | 1-1                                             |                                                 |
| 3                                               | 27.12.2020                                      | @ N.Y. Knicks                                   | 110-130                                         | Antetokounmpo (27)                              | Antetokounmpo (13)                              | Antetokounmpo, Holiday, Middleton (5)           | Madison Square Garden (-)                       | Statistiche                                     | 1-2                                             |                                                 |
| 4                                               | 29.12.2020                                      | @ Miami Heat                                    | 144-97                                          | Middleton (25)                                  | Portis (9)                                      | Holiday (7)                                     | FTX Arena (-)                                   | Statistiche                                     | 2-2                                             |                                                 |
| 5                                               | 30.12.2020                                      | @ Miami Heat                                    | 108-119                                         | Antetokounmpo (26)                              | Antetokounmpo (13)                              | Antetokounmpo (10)                              | FTX Arena (-)                                   | Statistiche                                     | 2-3                                             |                                                 |

#### Gennaio 2021
| Gennaio 2021                                    | Gennaio 2021                                    | Gennaio 2021                                    | Gennaio 2021                                    | Gennaio 2021                                    | Gennaio 2021                                    | Gennaio 2021                                    | Gennaio 2021                                    | Gennaio 2021                                    | Gennaio 2021                                    | Gennaio 2021                                    |
| Record ottobre: 9-5 (Casa: 6-2; Trasferta: 3-3) | Record ottobre: 9-5 (Casa: 6-2; Trasferta: 3-3) | Record ottobre: 9-5 (Casa: 6-2; Trasferta: 3-3) | Record ottobre: 9-5 (Casa: 6-2; Trasferta: 3-3) | Record ottobre: 9-5 (Casa: 6-2; Trasferta: 3-3) | Record ottobre: 9-5 (Casa: 6-2; Trasferta: 3-3) | Record ottobre: 9-5 (Casa: 6-2; Trasferta: 3-3) | Record ottobre: 9-5 (Casa: 6-2; Trasferta: 3-3) | Record ottobre: 9-5 (Casa: 6-2; Trasferta: 3-3) | Record ottobre: 9-5 (Casa: 6-2; Trasferta: 3-3) | Record ottobre: 9-5 (Casa: 6-2; Trasferta: 3-3) |
| Partita                                         | Data                                            | Avversario                                      | Punteggio                                       | Più punti                                       | Più rimbalzi                                    | Più assist                                      | Stadio e spettatori                             | Fonte                                           | Record                                          |                                                 |
| ----------------------------------------------- | ----------------------------------------------- | ----------------------------------------------- | ----------------------------------------------- | ----------------------------------------------- | ----------------------------------------------- | ----------------------------------------------- | ----------------------------------------------- | ----------------------------------------------- | ----------------------------------------------- | ----------------------------------------------- |
| 6                                               | 01.01.2021                                      | Chicago Bulls                                   | 126-96                                          | Antetokounmpo (29)                              | Antetokounmpo, Portis (12)                      | Antetokounmpo (8)                               | Fiserv Forum (-)                                | Statistiche                                     | 1-0                                             |                                                 |
| 7                                               | 04.01.2021                                      | Detroit Pistons                                 | 125-115                                         | Antetokounmpo (43)                              | Antetokounmpo, Middleton (9)                    | DiVincenzo (9)                                  | Fiserv Forum (-)                                | Statistiche                                     | 2-0                                             |                                                 |
| 8                                               | 06.01.2021                                      | Detroit Pistons                                 | 130-115                                         | Antetokounmpo (25)                              | Portis (10)                                     | Middleton (7)                                   | Fiserv Forum (-)                                | Statistiche                                     | 3-0                                             |                                                 |
| 9                                               | 08.01.2021                                      | Utah Jazz                                       | 118-131                                         | Antetokounmpo (35)                              | Middleton (10)                                  | Portis (8)                                      | Fiserv Forum (-)                                | Statistiche                                     | 3-1                                             |                                                 |
| 10                                              | 09.01.2021                                      | Cleveland Cavaliers                             | 100-90                                          | Middleton (27)                                  | Portis (11)                                     | Middleton (6)                                   | Fiserv Forum (-)                                | Statistiche                                     | 4-1                                             |                                                 |
| 11                                              | 11.01.2021                                      | @ Orlando Magic                                 | 121-99                                          | Antetokounmpo (22)                              | Middleton (10)                                  | Antetokounmpo, Augustin (4)                     | Amway Center (-)                                | Statistiche                                     | 5-1                                             |                                                 |
| 12                                              | 13.01.2021                                      | @ Detroit Pistons                               | 110-101                                         | Antetokounmpo (22)                              | Lopez (11)                                      | Antetokounmpo (10)                              | Little Caesars Arena (-)                        | Statistiche                                     | 6-1                                             |                                                 |
| 13                                              | 15.01.2021                                      | Dallas Mavericks                                | 112-109                                         | Antetokounmpo (31)                              | Portis (13)                                     | Middleton (6)                                   | Fiserv Forum (-)                                | Statistiche                                     | 7-1                                             |                                                 |
| 14                                              | 18.01.2021                                      | @ Brooklyn Nets                                 | 123-125                                         | Antetokounmpo (34)                              | Antetokounmpo (12)                              | Antetokounmpo (7)                               | Barclays Center (-)                             | Statistiche                                     | 7-2                                             |                                                 |
| 15                                              | 21.01.2021                                      | L.A. Lakers                                     | 106-113                                         | Antetokounmpo (25)                              | Antetokounmpo (12)                              | Holiday, Middleton (7)                          | Fiserv Forum (-)                                | Statistiche                                     | 7-3                                             |                                                 |
| 16                                              | 24.01.2021                                      | Atlanta Hawks                                   | 129-115                                         | Antetokounmpo (27)                              | Antetokounmpo (14)                              | Antetokounmpo (8)                               | Fiserv Forum (-)                                | Statistiche                                     | 8-3                                             |                                                 |
| 17                                              | 27.01.2021                                      | @ Toronto Raptors                               | 115-108                                         | Antetokounmpo, Middleton (24)                   | Antetokounmpo (18)                              | Antetokounmpo (9)                               | Scotiabank Arena (-)                            | Statistiche                                     | 9-3                                             |                                                 |
| 18                                              | 29.01.2021                                      | @ N.O. Pelicans                                 | 126-131                                         | Antetokounmpo (38)                              | Antetokounmpo (11)                              | Middleton (8)                                   | Smoothie King Center (-)                        | Statistiche                                     | 9-4                                             |                                                 |
| 19                                              | 30.01.2021                                      | @ Charlotte Hornets                             | 114-126                                         | Antetokounmpo (34)                              | Antetokounmpo (18)                              | Antetokounmpo (9)                               | Spectrum Center (-)                             | Statistiche                                     | 9-5                                             |                                                 |

#### Febbraio 2021
| Febbraio 2021                                    | Febbraio 2021                                    | Febbraio 2021                                    | Febbraio 2021                                    | Febbraio 2021                                    | Febbraio 2021                                    | Febbraio 2021                                    | Febbraio 2021                                    | Febbraio 2021                                    | Febbraio 2021                                    | Febbraio 2021                                    |
| Record ottobre: 10-6 (Casa: 8-2; Trasferta: 3-3) | Record ottobre: 10-6 (Casa: 8-2; Trasferta: 3-3) | Record ottobre: 10-6 (Casa: 8-2; Trasferta: 3-3) | Record ottobre: 10-6 (Casa: 8-2; Trasferta: 3-3) | Record ottobre: 10-6 (Casa: 8-2; Trasferta: 3-3) | Record ottobre: 10-6 (Casa: 8-2; Trasferta: 3-3) | Record ottobre: 10-6 (Casa: 8-2; Trasferta: 3-3) | Record ottobre: 10-6 (Casa: 8-2; Trasferta: 3-3) | Record ottobre: 10-6 (Casa: 8-2; Trasferta: 3-3) | Record ottobre: 10-6 (Casa: 8-2; Trasferta: 3-3) | Record ottobre: 10-6 (Casa: 8-2; Trasferta: 3-3) |
| Partita                                          | Data                                             | Avversario                                       | Punteggio                                        | Più punti                                        | Più rimbalzi                                     | Più assist                                       | Stadio e spettatori                              | Fonte                                            | Record                                           |                                                  |
| ------------------------------------------------ | ------------------------------------------------ | ------------------------------------------------ | ------------------------------------------------ | ------------------------------------------------ | ------------------------------------------------ | ------------------------------------------------ | ------------------------------------------------ | ------------------------------------------------ | ------------------------------------------------ | ------------------------------------------------ |
| 20                                               | 01.02.2021                                       | Phoenix Suns                                     | 134-106                                          | Holiday (22)                                     | Portis (8)                                       | Middleton (9)                                    | Fiserv Forum (-)                                 | Statistiche                                      | 10-5                                             |                                                  |
| 21                                               | 03.02.2021                                       | Indiana Pacers                                   | 130-110                                          | Antetokounmpo (21)                               | Antetokounmpo (14)                               | Antetokounmpo (10)                               | Fiserv Forum (-)                                 | Statistiche                                      | 11-5                                             |                                                  |
| 22                                               | 05.02.2021                                       | @ Cleveland Cavaliers                            | 123-105                                          | Antetokounmpo (33)                               | Antetokounmpo (12)                               | Holiday (7)                                      | Rocket Mortgage FieldHouse (-)                   | Statistiche                                      | 12-5                                             |                                                  |
| 23                                               | 06.02.2021                                       | @ Cleveland Cavaliers                            | 124-99                                           | Antetokounmpo (24)                               | Antetokounmpo (11)                               | Antetokounmpo (11)                               | Rocket Mortgage FieldHouse (-)                   | Statistiche                                      | 13-5                                             |                                                  |
| 24                                               | 08.02.2021                                       | @ Denver Nuggets                                 | 125-112                                          | Antetokounmpo (20)                               | Antetokounmpo (9)                                | Middleton (12)                                   | Ball Arena (-)                                   | Statistiche                                      | 14-5                                             |                                                  |
| 25                                               | 10.02.2021                                       | @ Phoenix Suns                                   | 124-125                                          | Antetokounmpo (47)                               | Antetokounmpo (11)                               | Middleton (11)                                   | Footprint Center (-)                             | Statistiche                                      | 14-6                                             |                                                  |
| 26                                               | 12.02.2021                                       | @ Utah Jazz                                      | 115-129                                          | Antetokounmpo (29)                               | Antetokounmpo (15)                               | Antetokounmpo (6)                                | Vivint Arena (-)                                 | Statistiche                                      | 14-7                                             |                                                  |
| 27                                               | 14.02.2021                                       | @ Oklahoma Thunder                               | 109-114                                          | Antetokounmpo (24)                               | Antetokounmpo (17)                               | Antetokounmpo (10)                               | Paycom Center (-)                                | Statistiche                                      | 14-8                                             |                                                  |
| 28                                               | 16.02.2021                                       | Toronto Raptors                                  | 113-124                                          | Antetokounmpo (34)                               | Antetokounmpo (10)                               | Antetokounmpo, DiVincenzo (8)                    | Fiserv Forum (-)                                 | Statistiche                                      | 14-9                                             |                                                  |
| 29                                               | 18.02.2021                                       | Toronto Raptors                                  | 96-110                                           | Antetokounmpo (23)                               | Antetokounmpo (12)                               | Antetokounmpo (8)                                | Fiserv Forum (-)                                 | Statistiche                                      | 14-10                                            |                                                  |
| 30                                               | 19.02.2021                                       | Oklahoma Thunder                                 | 98-85                                            | Antetokounmpo (29)                               | Antetokounmpo (19)                               | Antetokounmpo (8)                                | Fiserv Forum (-)                                 | Statistiche                                      | 15-10                                            |                                                  |
| 31                                               | 21.02.2021                                       | Sacramento Kings                                 | 128-115                                          | Antetokounmpo (38)                               | Antetokounmpo (18)                               | Middleton (6)                                    | Fiserv Forum (-)                                 | Statistiche                                      | 16-10                                            |                                                  |
| 32                                               | 23.02.2021                                       | Minnesota T'wolves                               | 139-112                                          | Antetokounmpo (37)                               | Antetokounmpo, Antetokounmpo (8)                 | Antetokounmpo (8)                                | Fiserv Forum (-)                                 | Statistiche                                      | 17-10                                            |                                                  |
| 33                                               | 25.02.2021                                       | N.O. Pelicans                                    | 129-125                                          | Antetokounmpo (38)                               | Antetokounmpo (10)                               | DiVincenzo (9)                                   | Fiserv Forum (-)                                 | Statistiche                                      | 18-10                                            |                                                  |
| 34                                               | 28.02.2021                                       | L.A. Clippers                                    | 105-100                                          | Antetokounmpo (36)                               | Middleton (14)                                   | Middleton (8)                                    | Fiserv Forum (-)                                 | Statistiche                                      | 19-10                                            |                                                  |

#### Marzo
| Marzo 2021                                      | Marzo 2021                                      | Marzo 2021                                      | Marzo 2021                                      | Marzo 2021                                      | Marzo 2021                                      | Marzo 2021                                      | Marzo 2021                                      | Marzo 2021                                      | Marzo 2021                                      | Marzo 2021                                      |
| Record ottobre: 9-4 (Casa: 4-3; Trasferta: 5-1) | Record ottobre: 9-4 (Casa: 4-3; Trasferta: 5-1) | Record ottobre: 9-4 (Casa: 4-3; Trasferta: 5-1) | Record ottobre: 9-4 (Casa: 4-3; Trasferta: 5-1) | Record ottobre: 9-4 (Casa: 4-3; Trasferta: 5-1) | Record ottobre: 9-4 (Casa: 4-3; Trasferta: 5-1) | Record ottobre: 9-4 (Casa: 4-3; Trasferta: 5-1) | Record ottobre: 9-4 (Casa: 4-3; Trasferta: 5-1) | Record ottobre: 9-4 (Casa: 4-3; Trasferta: 5-1) | Record ottobre: 9-4 (Casa: 4-3; Trasferta: 5-1) | Record ottobre: 9-4 (Casa: 4-3; Trasferta: 5-1) |
| Partita                                         | Data                                            | Avversario                                      | Punteggio                                       | Più punti                                       | Più rimbalzi                                    | Più assist                                      | Stadio e spettatori                             | Fonte                                           | Record                                          |                                                 |
| ----------------------------------------------- | ----------------------------------------------- | ----------------------------------------------- | ----------------------------------------------- | ----------------------------------------------- | ----------------------------------------------- | ----------------------------------------------- | ----------------------------------------------- | ----------------------------------------------- | ----------------------------------------------- | ----------------------------------------------- |
| 35                                              | 02.03.2021                                      | Denver Nuggets                                  | 97-128                                          | Antetokounmpo (27)                              | Antetokounmpo Connaughton (8)                   | Middleton (6)                                   | Fiserv Forum (1.800)                            | Statistiche                                     | 19-11                                           |                                                 |
| 36                                              | 04.03.2021                                      | @ Memphis Grizzlies                             | 112-111                                         | Antetokounmpo (26)                              | Antetokounmpo (11)                              | Antetokounmpo (8)                               | FedExForum (1.961)                              | Statistiche                                     | 20-11                                           |                                                 |
| 37                                              | 11.03.2021                                      | N.Y. Knicks                                     | 134-101                                         | Antetokounmpo (24)                              | Antetokounmpo (10)                              | Antetokounmpo (10)                              | Fiserv Forum (1.800)                            | Statistiche                                     | 21-11                                           |                                                 |
| 38                                              | 13.03.2021                                      | @ Wash. Wizards                                 | 125-119                                         | Antetokounmpo (33)                              | DiVincenzo (13)                                 | Antetokounmpo (11)                              | Capital One Arena (-)                           | Statistiche                                     | 22-11                                           |                                                 |
| 39                                              | 15.03.2021                                      | @ Wash. Wizards                                 | 133-122                                         | Antetokounmpo (31)                              | Antetokounmpo (15)                              | Antetokounmpo (10)                              | Capital One Arena (-)                           | Statistiche                                     | 23-11                                           |                                                 |
| 40                                              | 17.03.2021                                      | @ Philadelphia 76ers                            | 109-105                                         | Antetokounmpo (32)                              | Antetokounmpo (15)                              | Holiday (6)                                     | Wells Fargo Center (3.071)                      | Statistiche                                     | 24-11                                           |                                                 |
| 41                                              | 20.03.2021                                      | San Antonio Spurs                               | 120-113                                         | Antetokounmpo (26)                              | DiVincenzo (13)                                 | Antetokounmpo (15)                              | Fiserv Forum (3.280)                            | Statistiche                                     | 25-11                                           |                                                 |
| 42                                              | 22.03.2021                                      | Indiana Pacers                                  | 140-113                                         | Holiday (28)                                    | DiVincenzo (13)                                 | Holiday (14)                                    | Fiserv Forum (3.280)                            | Statistiche                                     | 26-11                                           |                                                 |
| 43                                              | 24.03.2021                                      | Boston Celtics                                  | 121-119                                         | Middleton (27)                                  | Middleton (13)                                  | Antetokounmpo (7)                               | Fiserv Forum (3.280)                            | Statistiche                                     | 27-11                                           |                                                 |
| 44                                              | 26.03.2021                                      | Boston Celtics                                  | 114-122                                         | Middleton (19)                                  | Connaughton (11)                                | Antetokounmpo (5)                               | Fiserv Forum (3.280)                            | Statistiche                                     | 27-12                                           |                                                 |
| 45                                              | 27.03.2021                                      | N.Y. Knicks                                     | 96-102                                          | Antetokounmpo (23)                              | Antetokounmpo, Nwora, Lopez (10)                | Antetokounmpo, Merrill (5)                      | Fiserv Forum (3.280)                            | Statistiche                                     | 27-13                                           |                                                 |
| 46                                              | 29.03.2021                                      | @ L.A. Clippers                                 | 105-129                                         | Antetokounmpo (32)                              | Connaughton (7)                                 | Holiday (7)                                     | Crypto.com Arena (-)                            | Statistiche                                     | 27-14                                           |                                                 |
| 47                                              | 31.03.2021                                      | @ L.A. Lakers                                   | 112-97                                          | Middleton (28)                                  | Antetokounmpo (10)                              | Middleton (8)                                   | Staples Center (-)                              | Statistiche                                     | 28-14                                           |                                                 |

### Playoff
| Campione NBA 2020-2021    |
| ------------------------- |
| Milwaukee Bucks 2º titolo |

#### MVP delle Finali

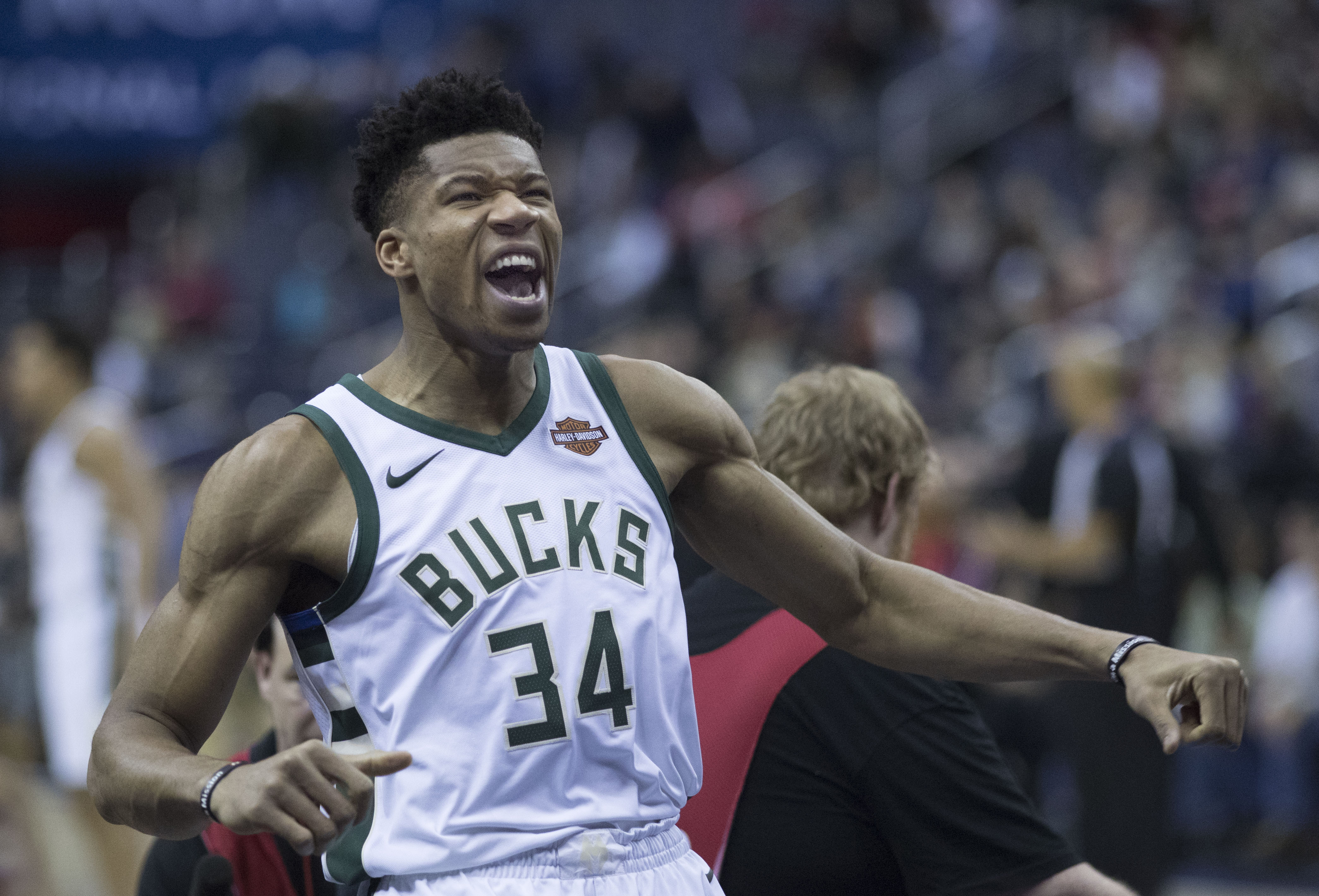
1. 34 Giannīs Antetokounmpo, Milwaukee Bucks.

- #34 Giannīs Antetokounmpo, Milwaukee Bucks.

## Mercato

### Free Agency

#### Prolungamenti contrattuali
| Data        | Giocatore       | Contratto            |
| ----------- | --------------- | -------------------- |
| 24 novembre | Pat Connaughton | 3 anni - $16 milioni |

#### Acquisti
| Data             | Giocatore      | Contratto             | Provenienza         |
| ---------------- | -------------- | --------------------- | ------------------- |
| 24 novembre 2020 | Jaylen Adams   | Contratto Two-way     | Portland T. Blazers |
| 24 novembre 2020 | Mamadi Diakite | Contratto Two-way     | Virginia Cavaliers  |
| 26 novembre 2020 | Torrey Craig   | 1 anno - $1,6 milioni | Denver Nuggets      |
| 26 novembre 2020 | Bryn Forbes    | 2 anni - $4,8 milioni | San Antonio Spurs   |
| 26 novembre 2020 | Bobby Portis   | 2 anni - $7,4 milioni | N.Y. Knicks         |
| 28 novembre 2020 | D.J. Augustin  | 3 anni - $21 milioni  | Orlando Magic       |

#### Cessioni
| Data             | Giocatore       | Motivo      | Nuova squadra   |
| ---------------- | --------------- | ----------- | --------------- |
| 19 novembre 2020 | Ersan İlyasova  | Tagliato    | Utah Jazz       |
| 22 novembre 2020 | Robin Lopez     | Free Agency | Wash. Wizards   |
| 22 novembre 2020 | Wesley Matthews | Free Agency | L.A. Lakers     |
| 26 novembre 2020 | Sterling Brown  | Free Agency | Houston Rockets |

### Scambi
| 18 novembre 2020 | Milwaukee Bucks Scelta ORL 2º giro Draft 2020 (#45) | Orlando Magic Scelta protetta IND 2º giro Draft 2022 Scelta MIL 2º giro Draft 2026 |
| 18 novembre 2020 | Milwaukee Bucks Draft rights per İlkan Karaman (2012 #57) | Cleveland Cavaliers Scelta MIL 1º giro Draft 2022 Scelta MIL 2º giro Draft 2025 |
| 24 novembre 2020 | Scambio a 4 team | Scambio a 4 team |
| 24 novembre 2020 | Milwaukee Bucks Jrue Holiday (da New Orleans) Draft rights per Sam Merrill (2020 #60) (da New Orleans) | Denver Nuggets Draft rights per R.J. Hampton (2020 #24) (da Milwaukee) |
| 24 novembre 2020 | N.O. Pelicans Steven Adams (da Oklahoma City) Eric Bledsoe (da Milwaukee) Swap Scelta MIL 1º giro Draft 2024 Scelta MIL 1º giro Draft 2025 Swap Scelta MIL 1º giro Draft 2026 Scelta MIL 1º giro Draft 2027 | Oklahoma Thunder George Hill (da Milwaukee) Zylan Cheatham (da New Orleans) (Sign and trade) Josh Gray (da New Orleans) (Sign and trade) Darius Miller (da New Orleans) Kenrich Williams (da New Orleans) (Sign and trade) Scelta protetta DEN 1º giro Draft 2023 Scelta WAS 2º giro Draft 2023 (da New Orleans) Scelta NO 2º giro Draft 2024 |
| 18 marzo 2021    | Milwaukee Bucks cash considerations | Phoenix Suns Torrey Craig |
| 19 marzo 2021    | Milwaukee Bucks Rodions Kurucs P.J. Tucker Scelta MIL 1º giro Draft 2022 | Houston Rockets D.J. Augustin D.J. Wilson Swap Scelta protetta MIL 1º giro Draft 2021 Scelta MIL 1º giro Draft 2023 |